# My Pet Dinosaur
My Pet Dinosaur es una película familiar de aventuras australiana de 2017 escrita y dirigida por Matt Drummond y producida por Megan Williams.

## Sinopsis
Un niño se hace amigo de un dinosaurio y descubre una misteriosa conspiración que podría tener un gran impacto en su pequeño pueblo.

## Reparto
- Jordan Dulieu como Jake Emory
- Annabel Wolfe como Abbie Tansy
- Rowland Holmes como Coronel Roderick
- Christopher Gabardi como Dr. Fred Tansy
- Beth Champion como Jennifer Emory
- Scott Irwin como Alan Farraday[2]
- Harrison Saunders como Mike Emory
- Tom Rooney como Charles Altman
- Sam Winspear-Schillings como Max Merman[3]
- Darius Williams como Jimmy Jonas[4]

Joanne Samuel, Tiriel Mora y David Roberts hacen cameos en la película.

## Desarrollo
Matt Drummond comenzó a escribir el guion de My Pet Monster a principios de 2015 después del éxito de su primer largometraje, Dinosaur Island. Los derechos internacionales fueron adquiridos en el American Film Market por Faisal Toor de Empress Road Pictures para su recién formada Division Selects.
Los ensayos comenzaron en diciembre de 2015. La fotografía principal comenzó el 6 de enero de 2016 en Australia, con la dirección de Drummond. Los lugares de filmación de acción en vivo incluyeron Lithgow, Katoomba, Rydal y Portland, mientras que CGI se realizó en Hive Studios International en Leura, Nueva Gales del Sur. Se realizaron filmaciones adicionales en el área de Lithgow antes de trasladarse a Portland. La fotografía principal se completó el 15 de febrero de 2016.
La película cuenta con la música de Chris Wright, quien también compuso la banda sonora para el primer largometraje de Drummond, Dinosaur Island. Los efectos visuales fueron completados por Hive Studios International, con Drummond actuando como Supervisor de efectos visuales.

## Estreno
El avance para cinesse lanzó el 13 de enero de 2017.
My Pet Dinosaur se distribuyó ampliamente en los cines australianos el 22 de abril de 2017 y en su debut en la taquilla china ocupó el puesto número siete con una recaudación de 870 000 dólares estadounidenses en su primer día. Después de su estreno inicial, la película continuó ocupando su posición entre los 10 primeros. My Pet Dinosaur fue estrenada en los Estados Unidos en plataformas digitales.